# Marc-Adélard Tremblay
Marc-Adélard Tremblay est un anthropologue québécois, né le 24 avril 1922 aux Éboulements dans Charlevoix et mort à Québec le 20 mars 2014 ,
,.
Il est professeur d'anthropologie de 1956 à 1971 à l'Université Laval, puis doyen de la faculté d'études supérieures à l'Université Laval de 1971 à 1979 et président de la Société royale du Canada de 1981 à 1984.

## Honneurs
- 1971 - Membre de la Société royale du Canada
- 1979 - Médaille Innis-Gérin
- 1980 - Officier de l'Ordre du Canada
- 1981-1984 - Président de la Société royale du Canada
- 1982 - Médaille du Centenaire
- 1987 - Prix Molson du Conseil des arts du Canada
- 1988 - Prix Marcel-Vincent, de l'ACFAS, Association francophone pour le savoir
- 1991 - Prix Esdras-Minville, de la Société Saint-Jean-Baptiste de Montréal
- 1991 - Ordre du Mérite international de l'International Biographical Center
- 1992 - La Société canadienne d'anthropologie appliquée établit un prix en son nom et en celui d'une collègue : le prix Weaver-Tremblay
- 1995 - Grand Officier de l'Ordre national du Québec

## Diplômes Universitaires
- 1948 - Diplôme d'agronomie, Institut agricole d'Oka
- 1950 - Maitrise en sociologie, Université Laval
- 1954 - Doctorat (Ph.D.), Cornell University

Honoris Causa
- 1982 - Doctorat Honoris Causa de l'Université d'Ottawa
- 1984 - Doctorat Honoris Causa de l'Université de Guelph
- 1994 - Doctorat Honoris Causa de University of Northern British Columbia
- 1998 - Doctorat Honoris Causa de l'Université McGill

### Articles annexes
- Prix Weaver-Tremblay de la Société canadienne d'anthropologie appliquée
- Liste des présidents de la Société royale du Canada